# Islamorada
Islamorada, Village of Islands is een plaats (village) in de Amerikaanse staat Florida.

## Demografie
Bij de volkstelling in 2007 werd het aantal inwoners vastgesteld op 6368

## Geografie
Volgens het United States Census Bureau beslaat de plaats een oppervlakte van
18,8 km², waarvan 18,4 km² land en 0,4 km² water.

## Plaatsen in de nabije omgeving
De onderstaande figuur toont nabijgelegen plaatsen in een straal van 48 km rond Islamorada, Village of Islands.